# Lichnice
Lichnice je zřícenina hradu u Třemošnice v okrese Chrudim v Pardubickém kraji. Nachází se nad vesnicí Podhradí na západním okraji Železných hor. Pozůstatky hradu jsou chráněny jako kulturní památka a veřejnosti jsou přístupné v návštěvních hodinách. Hrad stojí na území chráněné krajinné oblasti Železné hory, geoparku Železné hory a západní úbočí hradního vrchu je součástí národní přírodní rezervace Lichnice.
Zakladatelem hradu byl nejspíše král Václav I. v době okolo poloviny třináctého století. Rozestavěný hrad však záhy získal do zástavy a částečně jej dokončil Smil z Lichtenburka. V následujících desetiletích byla Lichnice často zastavována a korunním majetkem se znovu stala až za vlády Karla IV. Roku 1421 byl hrad dobyt husity, ale brzy se stal znovu oporou katolíků, a proto jej husité v letech 1428–1429 opět obléhali. Potřetí Lichnici roku 1469 neúspěšně obléhalo vojsko krále Matyáše.
V roce 1490 Lichnici získali Trčkové z Lípy, kteří zesílili opevnění a především rozšířili obytné prostory. Ve druhé polovině šestnáctého století se začal význam hradu zmenšovat a jeho úpadek roku 1610 uspíšil požár. Přesto byla pevnost částečně využita během třicetileté války, po níž bylo opevnění z nařízení krále Ferdinanda III. pobořeno. V osmnáctém století byl hrad zříceninou, kterou obyvatelé sousední vsi rozebírali jako zdroj stavebního kamene. První práce na záchraně hradu proběhly na počátku dvacátého století. Současným majitelem hradu je město Třemošnice. 

## Název
Hrad se původně jmenoval Lichtenburk a Lichnice bývala jeho lidovým označením. Základem jména bylo středněhornoněmecké slovo licht a název tedy znamenal světlý hrad. Někteří písaři však název spojovali se středněhornoněmeckým slovem liuhte (svítilna, pochodeň), což se následně projevilo v začátku jména. Tvar Lichnice vznikl podle podobných jmen jako Lipnice nebo Třemošnice ze základu Licht a přípony -nice. V písemných pramenech se jméno objevuje v mnoha tvarech: Luchtinburg (1261), Luchtenburc (1262), Lvochtenburch (1264), Luchtemburg (1307), „nabychme hradóv Tyřova a Lichtemburka (1333), Luchtenburk (1346), Lichtenburg (1348), Leuchtemburg (1351), Luchtenburg (1389), Lichtenburg (1394), Lichmburg (1416), Lichtemburg (1417), „z hradu Lichtemburka“ (1420), „úředník na Lichtmburgce“ (1509), Lichtmburgk (1539), Lichnice (1541), k Lichmburku (1546), Lichumburk (1610), Lichtenburg a Lichnice (1787), Lichtenburg nebo Lichnice a Lichtnice (1843), Lichtenburk a Lichnice (1870) a Lichnice (1895).

## Historie

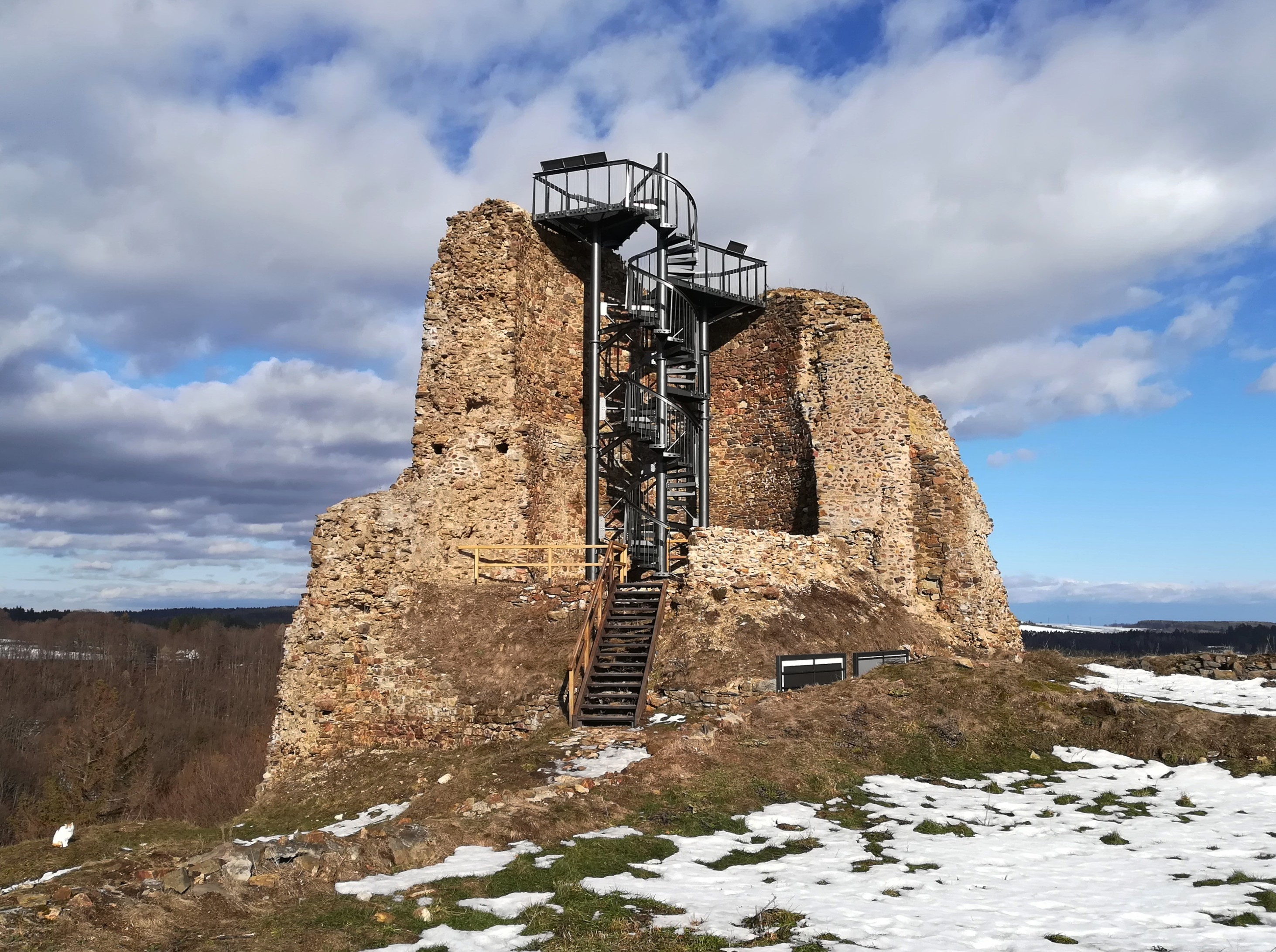
Torzo okrouhlé věže s vestavěnou vyhlídkovou plošinou

Zakladatel Lichnice je sporný. První písemná zmínka o hradu pochází z roku 1251 a nachází se v přídomku Smila z Lichtenburka, příslušníka rozrodu Ronovců. Právě jeho považovali August Sedláček nebo Dobroslava Menclová za zakladatele hradu. Tomáš Durdík však na základě stavebního rozboru zříceniny považoval za stavebníka krále Václava I., který podle něj rozestavěný hrad daroval nebo propůjčil Smilovi za podporu během povstání králova syna Přemysla Otakara II. Václav I. tak nejspíše založil rozsáhlý hrad s obvodovou zástavbou a Smil jej získal v době, kdy bylo rozestavěno obvodové opevnění, ale chyběl palác. Dokončení stavby bylo nad Smilovy finanční možnosti, a proto došlo k vydělení malého jádra odpovídajícího tehdy běžným šlechtickým hradům bergfritového typu s nevelkým palácem. Přesto je možné, že hrad založil přímo Smil, který musel v průběhu výstavby původně velkorysý stavební záměr zredukovat.
Listina s první písemnou zmínkou je opisem ze šestnáctého století a není jisté, zda věrně reprodukuje Smilův přídomek. Přímo na hradě je Smil doložen v letech 1261 a 1267. Po jeho smrti Lichnici zdědil syn Oldřich z Lichtenburka, jehož syn Jindřich hrad přenechal králi Janovi Lucemburskému. Není jasné, zda mu hrad prodal, vrátil nebo jej s panovníkem vyměnil ani kdy k převodu došlo. Poprvé byla Lichnice zmíněna jako královský majetek v roce 1323 a později roku 1331, kdy byl vicepurkrabím na hradě Štěpán z Tetína. Štěpán z Tetína měl Lichnici nejspíše v zástavním vlastnictví, ale v roce 1333 hrad vykoupil kralevic Karel IV. Královská komora hrad spravovala jen několik let, protože později ji drželi páni z Lipé, z nichž ji v roce 1346 získal Jindřich mladší z Lipé.
Karel IV. Lichnici znovu ze zástavy vyplatil a roku 1350 ji v Majestas Carolina zařadil mezi hrady, které neměly být zastavovány. Po dobu svého života Lichnici nezastavil a v roce 1370 na hradě určitou dobu pobýval. Lichnickým purkrabím byl v roce 1379 Mikuláš z Lipoltic, v dalším roce Čeněk z Lipan a po něm následoval Milota ze Svinčan (též z Husové) připomínaný v letech 1391 a 1394. Koncem roku 1394 však král Václav IV. hrad zastavil Štěpánovi z Opočna, který se o dva roky později zavázal, že v případě potřeby králi hrad na požádání otevře. Dne 11. června 1397 byl Štěpán na Karlštejně zavražděn knížetem Hanušem Opavským.

### Patnácté století

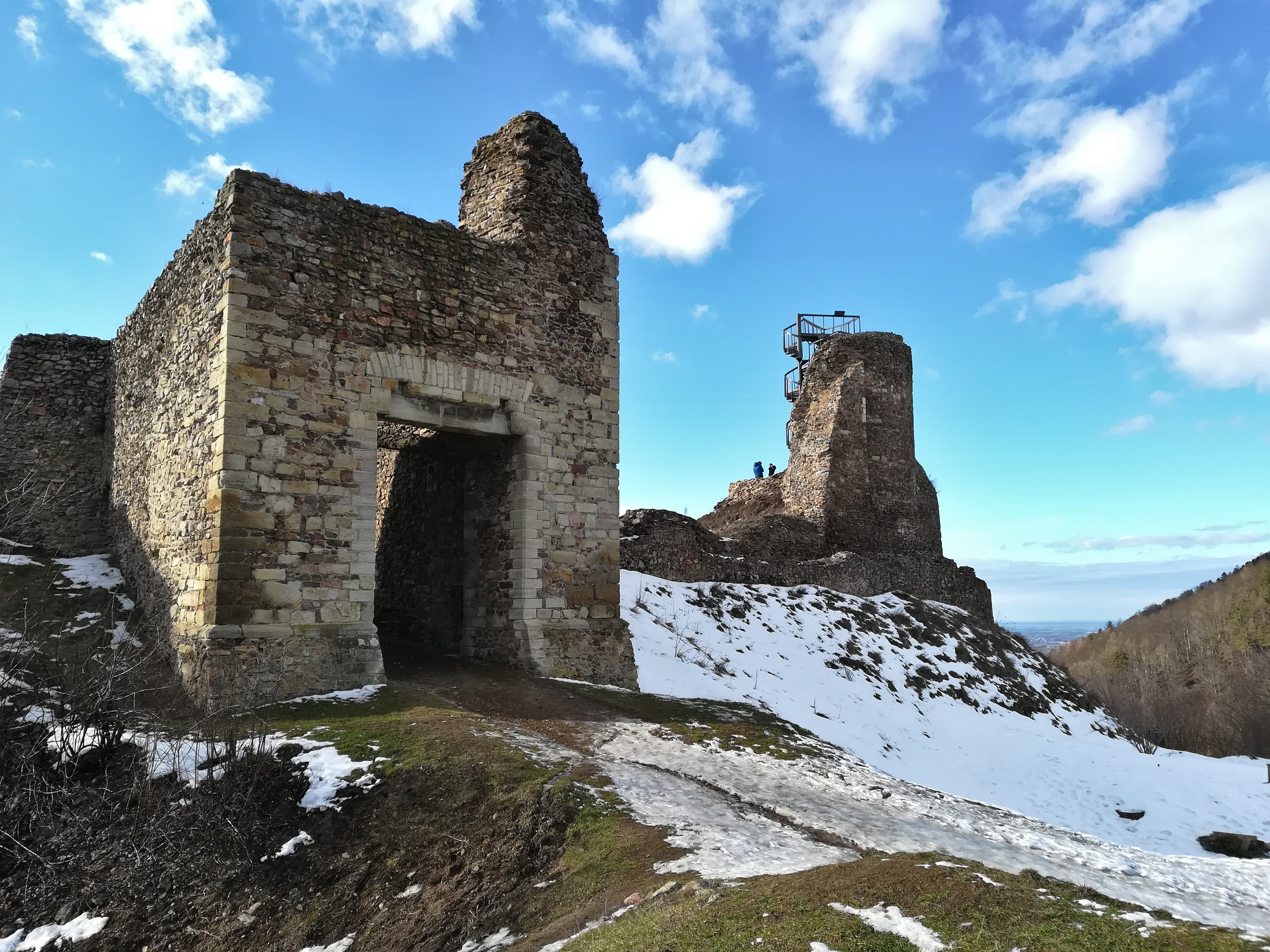
Brána

Zástavní držitelé hradu na začátku patnáctého století jsou nejasní. Lichnice tehdy patřila k hradům, jejichž posádky podnikaly loupeživé nájezdy, kterým velel purkrabí Ješek z Trojovic. Král Václav IV. Lichnici po roce 1410 ze zástavy vyplatil díky penězům získaným mimořádnou zemskou berní a v letech 1414–1418 pro korunu hrad spravoval purkrabí Oneš z Měkovic. Po Václavově smrti získala hrady Lichnici a Bradlec královna Žofie jako vdovské věno a jako purkrabího jmenovala Petra z Chlumu, který úřad zastával do roku 1421.
Až do začátku husitských válek stála lichnická posádka na straně krále Zikmunda. V dubnu roku 1421 Lichnici oblehlo husitské vojsko vedené Hynkem Krušinou z Lichtenburka a knězem Janem Želivským a purkrabí Petr z Chlumu hrad bez boje vydal Hynku Krušinovi, který jej následujícího roku přenechal Janu Městeckému z Opočna. Oba šlechtici se od husitů brzy odvrátili a lichnická posádka vedená Petrem Liškou a Oldřichem z Kralovic přepadala příznivce husitského hnutí na Čáslavsku. V roce 1428 proto na hrad po svátku svatého Jakuba zaútočilo vojsko sirotčího svazu vedené Prokopem Malým a Janem Královcem.
Informace o husitském obléhání hradu vycházejí z Kroniky Bartoška z Drahonic a nejstarší části Starých letopisů českých. Podle Bartoška z Drahonic byl hrad obležen od 29.–30. července 1428 do 11.–18. listopadu 1429. Sirotci u hradu vybudovali tábor, bašty, příkopy, sruby a ohrady, ale nepoužívali děla ani praky. Spoléhali se tedy spíše na vyhladovění posádky. Hejtman Petr Liška s třemi sty obránců se odmítli vzdát. Obléhání se protáhlo na dobu více než jednoho roku. Husité během něj měli problém se zásobováním, takže podnikli neúspěšný výpad do okolí Žitavy a v prosinci do Kladska a Slezska. Mezitím se obráncům podařil úspěšný výpad, při němž způsobili obléhajícímu vojsku značné ztráty. Obléhání skončilo 25. listopadu 1429, kdy Jan z Opočna přislíbil přidat se na stranu sirotků a správou hradu byl pověřen husitský hejtman Jan Hertvík z Rušinova. Jan Městecký z Opočna měl hrad po roce dostat zpět, dodrží-li slib a bude husity věrně podporovat.
Po husitských válkách měla Lichnice připadnout zpět královské komoře a král Zikmund ji 11. února 1437 zapsal jako věno královně Barboře. Aby se královna mohla správy Lichnice ujmout, musela by ji vyplatit ze zástavy. To neučinila a Jan Hertvík byl pánem hradu ještě v roce 1455. Zástavu vyplatil po roce 1458 až král Jiří z Poděbrad a hrad využil v roce 1469 při odražení vpádu vojska Matyáše Korvína. O rok později Lichnici lstí obsadil králův odpůrce Vít ze Rzavého, jehož posádka začala plenit okolí. Teprve v roce 1473 se zemské hotovosti vedené nejvyšším purkrabím Janem Jencem z Janovic podařilo škůdce vyhnat.
Lichnice poté patřila až do roku 1475 královně Johaně, která krátce před svou smrtí přenechala veškerá svá panství synovi Hynkovi a Jaroslavu Lvovi z Rožmitálu. Ti se 2. února 1476 o majetek rozdělili, přičemž Lichnici dostal Hynek. Po krátké době hrad zastavil za deset tisíc zlatých Vilému Tetourovi z Tetova, který byl ve službách krále Matyáše. Hynek nedokázal panství vyplatit a 6. února 1489 se jej vzdal ve prospěch krále Matyáše a jeho syna Jana Korvína. Vymínil si však, že bude hrad do své smrti užívat a Matyáš ho vyplatí ze zástavy pro českého krále. Majetek ale vyplatil až král Vladislav II. a věnoval jej Mikuláši mladšímu Trčkovi z Lípy.

### Šestnácté století

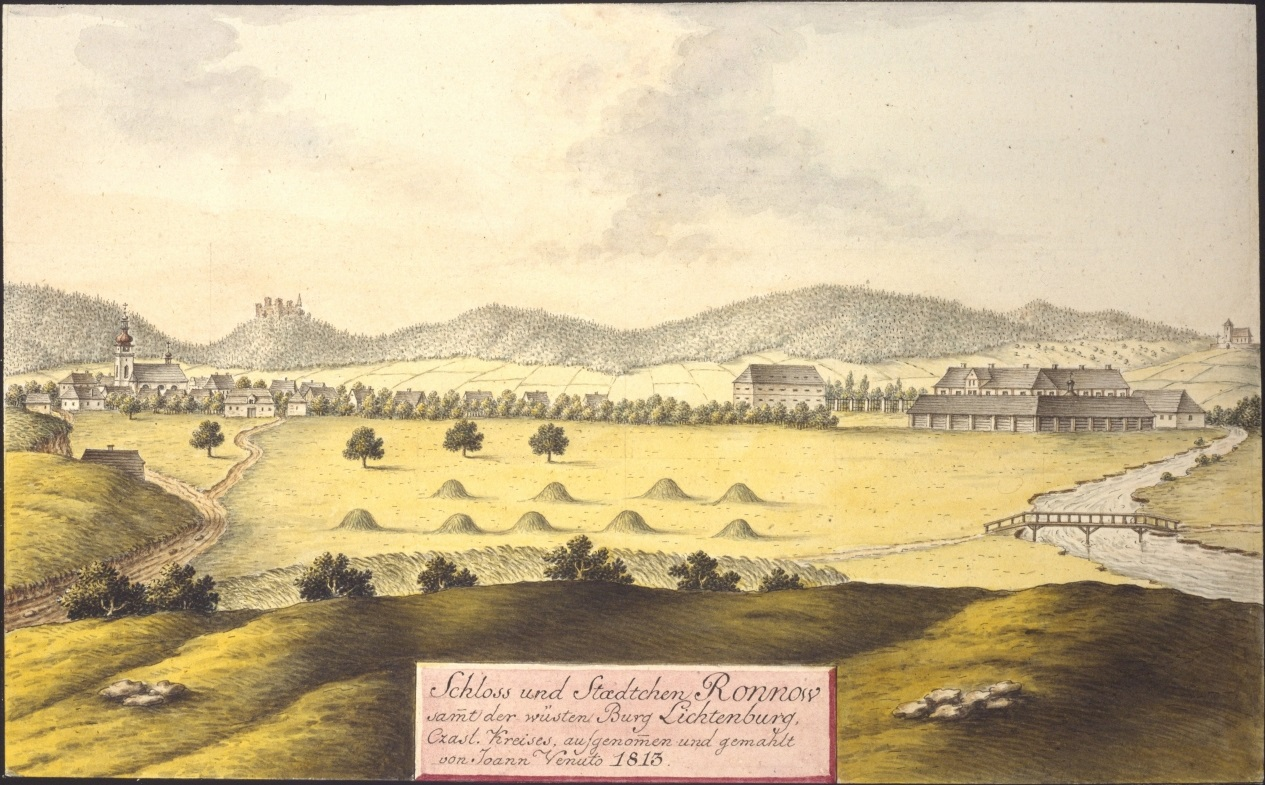
Krajina v okolí Ronova nad Doubravou s Lichnicí v pozadí (začátek devatenáctého století)

Mikuláš Trčka se stal držitelem hradu nejpozději v prosinci roku 1490. Svým hospodařením rozšířil hradní panství, takže mu panovník 30. října 1499 zvýšil zástavní sumu o 1500 kop grošů. Roku 1503 mu navíc povolil na hradě prostavět dalších 500 kop. Mikuláš Trčka přestavěl původní raně gotický palác a podél severní a východní hradby nechal vystavět další obytné budovy. Zdokonalil také obranný systém. Neměl vlastní potomky, a proto 18. června 1510 Lichnici zapsal své tetě Johaně z Březovic, vdově po Mikuláši starším Trčkovi z Lípy.
Johana z Březovic celý majetek zděděný po Mikuláši postoupila svým pěti synům a krátce poté 14. července 1516, zemřela ve Vlašimi. Roku 1533 Lichnice připadla s dalším majetkem Zdeňkovi Trčkovi z Lípy, který hrad následujícího roku postoupil Janovi staršímu Trčkovi z Lípy. Jan starší Lichnici vlastnil pět let a potom ji prodal Janovi mladšímu Trčkovi z Lípy na Opočně. K hradnímu panství tehdy patřila městečka Podhradí, Ronov, vsi Závratec, Skalka, Čertova Lhotka, Skoranov, Míčov, Dětenice, Zbislavice, Rudov, Heřmaničky, Vestec, některé selské dvory v Počátkách, Pařížově a Bolešově a množství dalších pustých vsí.
Jan starší Trčka z Lípy zemřel bez dědiců okolo roku 1549 a král Ferdinand I. pověřil správou majetku Janova strýce Viléma Trčku z Lípy. Ten nedokázal majetek udržet, a proto Lichnici a další statky roku 1555 prodal Jáchymovi z Hradce, Jiřímu z Gerštorfu na Cholticích, Marjaně Robmhapové ze Suché a Valšovi Robmhapovi ze Suché, kteří jako poručníci zastupovali bratry Albrechta a Václava, syny Zikmunda Robmhapa ze Suché. Starší Albrecht dosáhl dospělosti v roce 1557 a začal majetek spravovat sám. Ve stejném roce od Viléma Trčky k Lichnici přikoupil vsi Kněžice, Biskupice, Suchotlesky a Mladotice.
V roce 1564 se Albrecht s Václavem o majetek rozdělili. Václav dostal Oheb, Vildštejn a několik lichnických vsí, zatímco starší Albrecht si ponechal Lichnici, vsi Kněžice, Biskupice, Suchotlesky, Mladotice, Kraskov a Žďárec, přičemž na Žďárec převedl věno své manželky. Roku 1578 požádal zemský sněm o převedení lichnického panství ze zástavy do dědičného vlastnictví. Sněm souhlasil a král Rudolf II. mu je nechal zapsat do zemských desek. Albrecht Robmhap však sídlil v Třemošnici a Lichnice začala pomalu chátrat. Podle Albrechtovy závěti z 22. října 1592 zdědila ves Moravany jeho čtvrtá manželka Anna Salavová z Lípy, ale většina majetku připadla synům Janovi, Zikmundovi, Arnoštovi a Václavovi. Pro nezletilého Václava a dcery Elišku a Anežku Albrecht ustanovil poručníky Jindřicha z Gerštorfu na Podhořanech a Jana z Nestajova na Chuchli. Z dědiců Lichnici dostal Zikmund Robmhap.

### Sedmnácté století
Za Zikmunda Robmhapa Lichnice roku 1610 vyhořela. Obnoveno bylo pouze několik místností a vrchnost od té doby sídlila v Třemošnici. Během stavovského povstání v letech 1618–1620 Zikmund Robmhap podpořil vzbouřené stavy, ale po potlačení vzpoury byl potrestán jen převedením lichnického statku z dědičného držení na královské manství. Když roku 1624 Zikmund zemřel, ujali se z jeho synů správy statku bratři Arnošt a Ferdinand Robmhapové, které roku 1626 jménem svým i dalších bratrů přijali Lichnici jako léno. K panství tehdy patřilo sídlo v Třemošnici, poplužní dvory, pivovar, zahrady, sady, městečko Podhradí, vsi Míčov, Skoranov, Kraskov, Žďárec, Závratec, Skalka a Lhotka s odhadní cenou 15 168 kop a 48 grošů a čtyř denárů.
Král Ferdinand III. lichnické panství, tehdy už nazývané třemošnické, na četné žádosti Robmhapů 9. srpna 1636 propustil z manství a opět jim je nechal zapsat do zemských desek. Dne 11. května 1637 pak statek od zbývajících bratrů a své matky koupil za osmnáct tisíc kop míšeňských grošů Ferdinand Robmhap. Poté byla na hrad umístěna císařská posádka. V říjnu 1646 do Podhradí přijel oddíl asi osmdesáti švédských jezdců, kteří se vydávali za císařskou jízdu a lstí tak vylákali velitele hradní posádky k jednání. Ostatní obránci zpozorovali nebezpečí a přichystali se k boji, ale Švédové raději i se zajatým velitelem císařských raději odjeli do Jihlavy. Po skončení třicetileté války panovník Lichnici patrně zařadil mezi hrady, které měly být pobořeny, aby je nebylo možno používat jako pevnosti. Ferdinand Robmhap, mezitím povýšený do panského stavu, příkazu vyhověl. V roce 1717 byla při dělení majetku Lichnice popsána jako „zámek nebo hrad Lychtenburg, kterýž mimo třech pokojův a sklepův podzeních větším dílem pustý jest“.

### Novodobé dějiny
V osmnáctém a devatenáctém století rozebírali obyvatelé okolních vsí zdivo hradu jako zdroj stavebního materiálu. První pokusy o záchranu zříceniny proběhly na začátku dvacátého století, kdy byla v roce 1907 opravena brána. Při rekonstrukci byly do jejího zdiva zazděny také nalezené zlomky architektonických prvků. Roku 1933 hrad po pozemkové reformě získal od nadace Jana Josefa Caretto-Millesima Klub českých turistů. Ten během dalšího desetiletí podnikl rozsáhlé výkopové práce, při nichž byly odkryty základy řady budov, a zároveň probíhala konzervace dochovaného zdiva. Přesto tehdy došlo k  opakovaným destrukcím zdiva. Tomáš Durdík hodnotil důsledky výkopových prací jako nešťastné. Ve zbytcích věže byla zřízena rozhledna a malé muzeum vystavující nalezené artefakty. V konzervačních pracích pokračoval také okresní národní výbor Chrudim, který byl správcem hradu ve druhé polovině dvacátého století. Jeho současným majitelem je město Třemošnice, které provádí průběžnou údržbu a konzervaci stavby.

## Stavební podoba

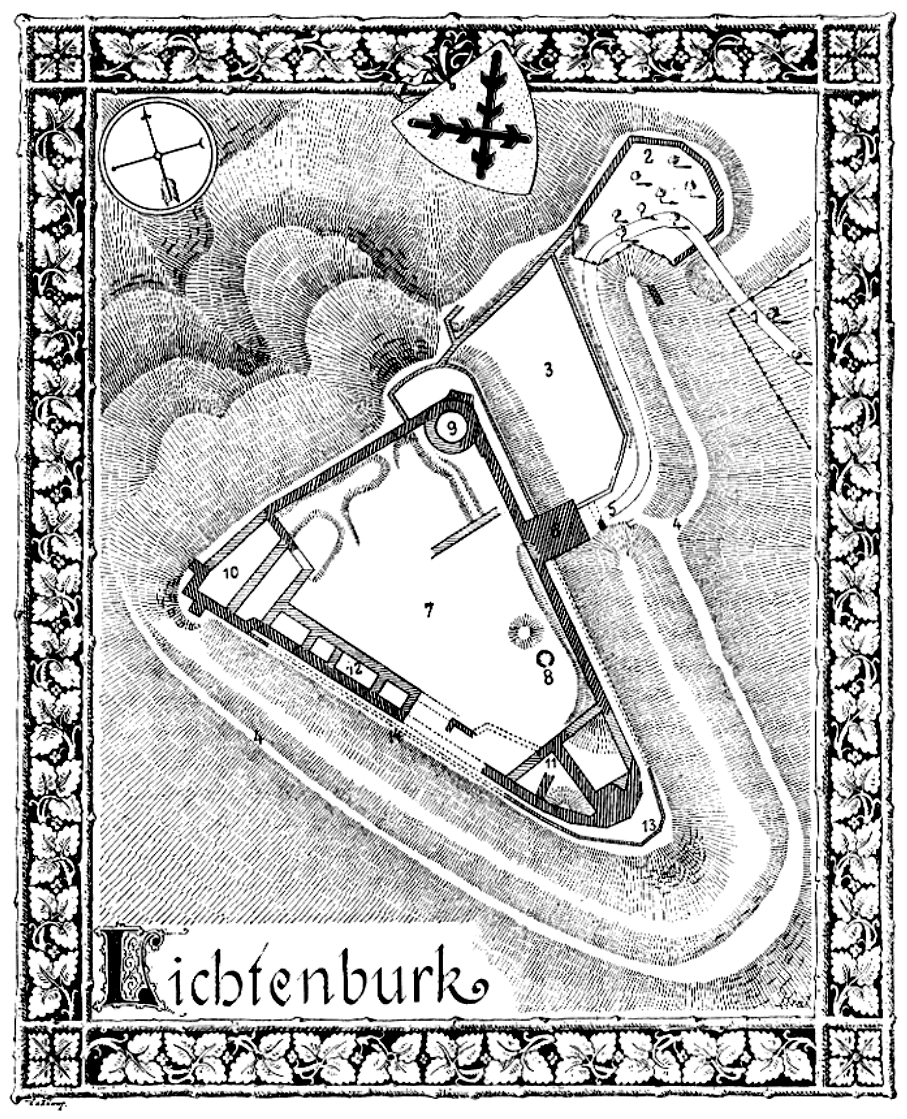
Půdorys hradu od Vojtěcha Krále z Dobré Vody publikovaný roku 1900

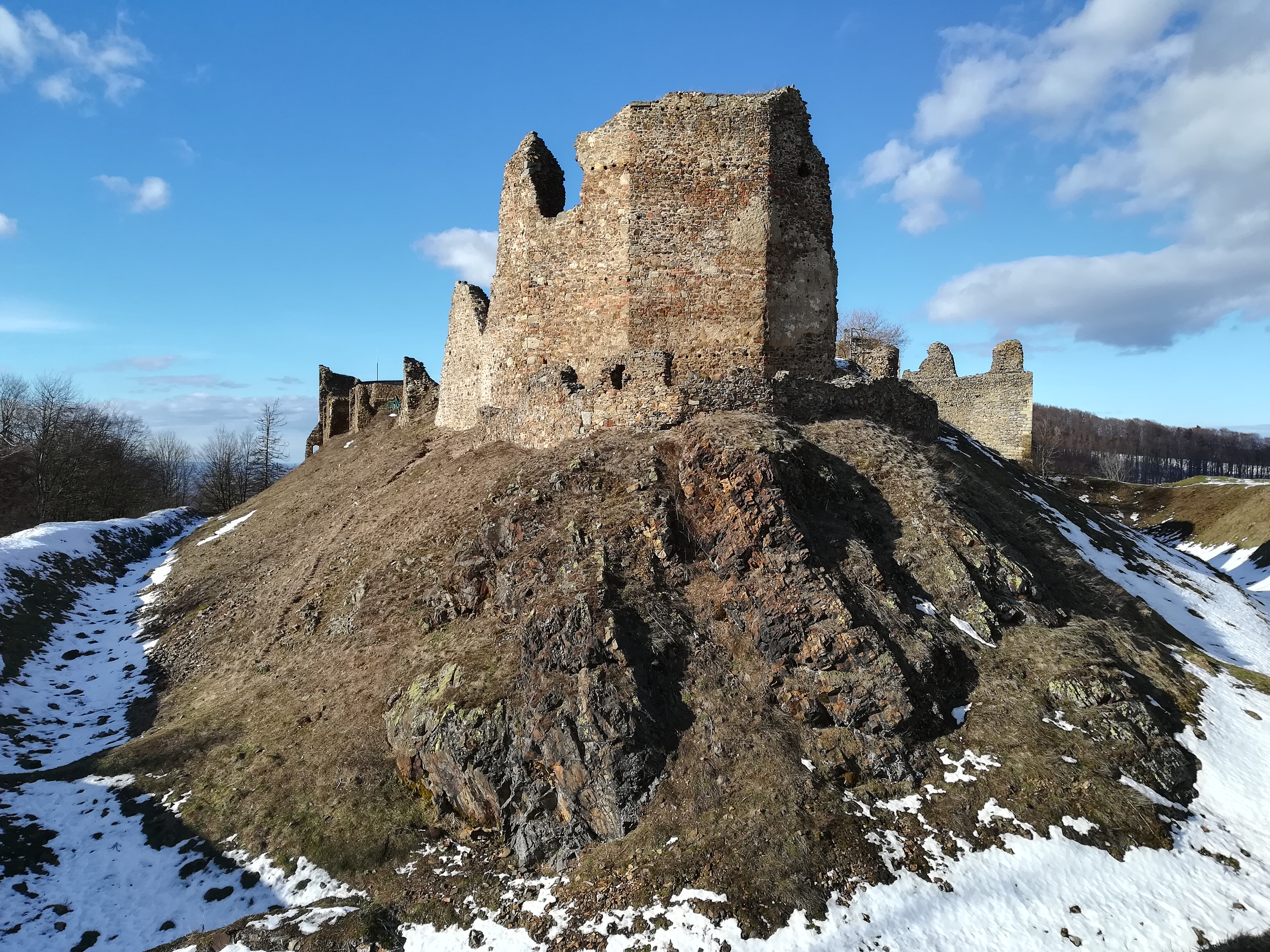
Štítová zeď v jižním nároží

Lichnice stojí na okraji Železných hor. Pro stavbu hradu byl zvolen výrazný ostroh kopce Lichnice, oddělený dvojicí údolí od hlavního hřebene, s nímž jej spojuje úzká plošina nad Lovětínskou roklí. Rokle ohraničuje ostroh na severu, na jižní straně se nachází rokle zvaná Peklo a strmý je také západní svah. Mírnější svah na východě převyšuje sousední terén asi o třicet metrů. Kromě východního jsou svahy součástí národní přírodní rezervace Lichnice.
Ostroh je tvořen pararulami s vložkami metakvarcitů. Místní kámen se stal hlavním stavebním materiálem, který v malém množství doplnily kamenné bloky křídových pískovců a žuly. Používal se především lomový kámen ve směsi s mírně přitesanými rulovými kvádry.
V dochované podobě má zřícenina trojúhelnou dispozici s rozměry 79 × 100 × 115 metrů a rozlohou 0,46 hektaru. Kromě severní strany ji obepíná široký příkop a vnější val. Z nejstarší stavební fáze pochází obvodová hradba s rozměrnou obytnou okrouhlou věží (průměr 11,5 metru) v severovýchodním nároží. Podobná věž, opatřená navíc břitem, zřejmě stávala v jižním nároží, ale dochovalo se z ní jen nevelké torzo. Konkrétní podoba věže je předmětem odborných sporů. Další, nejspíše čtverhranná stavba stávala v severozápadním nároží. Pravděpodobně už během první stavební fáze byla postavena také parkánová hradba.
Hradní jádro s rozměry asi 37 × 35 × 32 metrů bylo od zbytku hradu odděleno zaniklou zdí. Původní palác stával podél západní hradby a měřil asi 15 × 8 metrů. Nalezené kamenické články dokládají existenci klenutých prostor a kružbového okna. Jejich fragmenty byly datovány přibližně do šedesátých let třináctého století.
Za Trčků z Lípy proběhla velkorysá pozdně gotická přestavba. Vstup do hradu nově zajistil rozměrný polygonální barbakan a nejspíše i nově vybudovaná protažená budova, která nahradila původní kulisovou bránu. Stavby v severozápadním nároží byly zbořeny a nahrazeny podsklepeným palácem komplikovaného půdorysu a podobně byl zastavěn prostor původního jádra. Podél severní a jihozápadní hradby vyrostly provozní budovy a rozměrná dvoutraktová stavba vznikla mezi severní okrouhlou věží a bránou. Zranitelné jižní nároží zesílila štítová zeď, podle dendrochronologického datování postavená v letech 1520–1522. Upravován byl také příkop a val, jehož široká koruna umožňovala umístění děl.

## Obléhací opevnění
Z husitského obléhání se v okolí Lichnice dochovala řada terénních pozůstatků obléhacích objektů. Nejlépe je dochováno tzv. velitelské stanoviště na vrchu Kobylí hlava. Nachází se na plošině Štěpnice v trati Ohrada v nadmořské výšce 470 metrů, přibližně 450 metrů od jižního nároží hradu. Má půdorys obdélníku se sedmi výběžky a v náznacích patrné rozčlenění na dvě části. Ve svahu nad Lovětínskou roklí se nachází několik plošin, které mohly sloužit k postavení obléhacích praků. Podle literatury z první čtvrtiny dvacátého století byly další stopy opevnění viditelné mezi kopcem Štěpnice a Lovětínskou roklí. Tehdejší autoři je považovali za zbytky bašt, ale na začátku 21. století už jejich torza nebylo možné dohledat.
V prostoru velitelského stanoviště byl získán a zpracován soubor 437 fragmentů kuchyňské a stolní keramiky z první poloviny patnáctého století. Vít Vokolek na místě roku 1968 provedl archeologickou sondu, jejíž situace svědčí o krátkodobém osídlení lokality.

## Přístup
| Rok  | Počet návštěvníků |
| ---- | ----------------- |
| 2015 | 19 138            |
| 2016 | 22 966            |
| 2017 | 28 254            |

Zřícenina je přístupná ze vsi Podhradí, kterou vede červeně značená turistická trasa v úseku mezi Třemošnicí a Ronovem nad Doubravou. Hrad je otevřen v návštěvních hodinách od dubna do října.